# Jean-Pierre Wiedmer
Jean-Pierre Wiedmer, né le 17 août 1959 à Port-Gentil (Gabon), est Président de Mercer France depuis mai 2014. Il était précédemment directeur général des assurances du groupe HSBC pour l'Europe continentale, depuis juin 2010.

## Formation
Jean-Pierre Wiedmer est diplômé de l'École polytechnique (1979 – 1982), de l'École nationale de la statistique et de l'administration économique – ENSAE (1982 – 1984).
Il est également diplômé de l'Institut des actuaires français (1987 – 1988) et du Centre des hautes études d'assurances - CHEA - (1994 – 1995).

## Parcours
Jean-Pierre Wiedmer a commencé sa carrière chez Aluminium Pechiney en tant qu'auditeur interne de 1984 à 1986.
En 1986, il rejoint le Groupe UAP, à la banque Worms, jusqu'en 1993, où il exerce successivement les fonctions de Responsable du service « Matif et Option » et de sous-directeur au département des Participations et Investisseurs.
Il rejoint ensuite la Compagnie UAP en tant que membre de la Direction du Financement et des participations.
En 1994, Jean-Pierre Wiedmer rejoint le groupe Crédit lyonnais, en tant que directeur de la gestion Actif-passif, puis en 2000 en tant que président-directeur général de l'Union des assurances fédérales (groupe d'assurances vie et dommage).
En 2002 il devient membre du comité de direction générale du Crédit lyonnais.
Président de la Commission économique et financière à la FFSA en 2003. Il est également membre du bureau de la FFSA
En mars 2005, Jean-Pierre Wiedmer rejoint HSBC France, où il exerça, différents mandats : 
- Directeur général Assurances Europe Continentale
- Président d'HSBC Assurances (Vie et IARD)
- Directeur des Assurances du Groupe HSBC France
- Membre du comité exécutif HSBC France

Jean-Pierre Wiedmer est également membre de la Commission Exécutive de la FFSA et membre du Bureau de la Commission Plénière des Assurances de Personnes.
Jean-Pierre Wiedmer est Président de Mercer France depuis mai 2014.

## Activités annexes
Il a été membre du groupe de travail sur les orientations stratégiques des Écoles des Mines mis en place en 2006 par M. François Loos, ministre de l'Industrie et fut également par la suite membre du Conseil d'Orientation Stratégique des Écoles des Mines.
En 2013, Jean-Pierre Wiedmer est nommé Président de l'International Longevity Center - France. 